# Pinus armandii
Pinus armandii е вид растение от семейство Борови (Pinaceae). Видът е незастрашен от изчезване.

## Разпространение
Разпространен е в Китай, Мианмар и Тайван.